# Barnapikkelyes kacskagomba
A barnapikkelyes kacskagomba (Crepidotus calolepis) a kacskagombafélék családjába tartozó, Európában elterjedt, lombos fák törzsén, ágain élő, nem ehető gombafaj. 

## Megjelenése

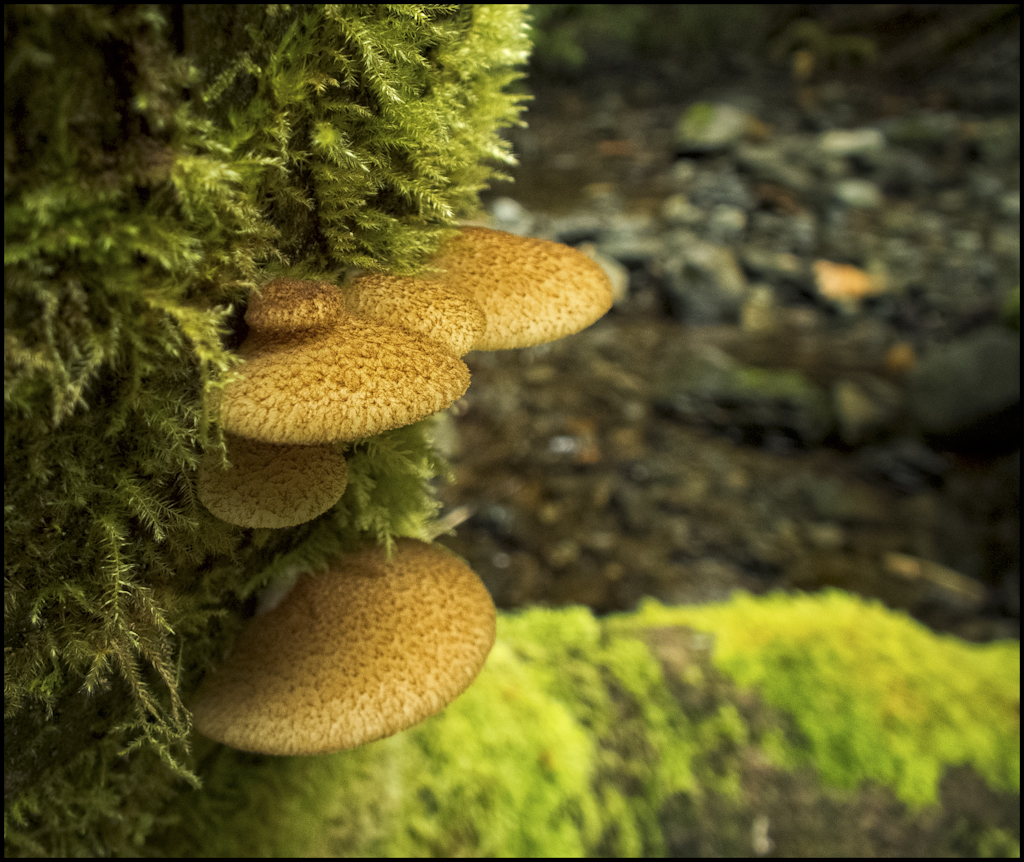

A barnapikkelyes kacskagomba kalapjának átmérője 1,5-6 cm, többnyire domború kagyló vagy vese alakú, ritkán hagyományos ernyő alak is előfordulhat. Széle kissé begöngyölt. Kalapbőre kocsonyás, ruganyos; széthúzva áttetsző. Színe kezdetben halvány fehéres vagy krémszínű, felszínén számtalan apró, barnás pikkelykével; idővel okkerbarnává válik. Húsa fehér, vizenyős és törékeny. Kiszáradva szívós. Íze és szaga nem jellegzetes.
Puha, kocsonyás lemezei sűrűn állnak. Színük kezdetben halvány piszkosbarna, a spórák érésével rozsdabarnává válik. Spórapora dohánybarna. Spórái ellipszis alakúak, felszínük sima, faluk vastag, méretük 7-10 x 5-6,5 μm.  
Tönkje nem látható, a lemezek közvetlenül a felszíntől ágaznak szét. 

### Hasonló fajok
Más (nem ehető) kacskagombákkal vagy az ehető laskagombákkal (pl. kései laskagomba) lehet összetéveszteni. 

## Elterjedése és termőhelye
Európában honos. 
Lombos erdőkben fordul elő, ahol különféle fafajok (leginkább rezgő nyár) élő vagy holt ágain, törzsén található meg. Nyáron és ősszel terem. 
Fogyasztásra nem alkalmas.  